# Leptopsammia poculum
Espèce
Statut CITES
Leptopsammia poculum est une espèce de coraux appartenant à la famille des Dendrophylliidae.